# Ḫannaḫanna
Ḫannaḫanna (de l'hitita ḫanna- "àvia") és una Deessa Mare Hurrita relacionada a o influïda per la deessa sumèria Inanna. Ḫannaḫanna també s'identificava amb la deessa Hurrita Hebat.

## Mites
Després que Telepinus, déu de la vegetació, desaparegués, el seu pare, el déu de la Tempesta Tarhunt (també anomenat Tessub), es va queixar a Ḫannaḫanna. Aleshores Hannahanna el va fer anar a buscar el seu fill, i quan es va rendir, ella li va enviar una abella, que el va portar a trobar Telepinus. L'abella ho va fer, i llavors el va purificar i enfortit picant-lo a les mans i peus i cobrint els seus ulls i peus amb cera.
Hannahanna també li va recomanar a Tarhunt que pagués la dot per poder casar Telepinus amb la seva filla del déu del Mar .
Després que Inara va consultar amb Ḫannaḫanna, li va donar un home i terres. Aviat, Inara va desaparèixer i quan Ḫannaḫanna va ser informada d'això per l'abella del déu de la Tempesta, va començar una recerca amb la seva ajudant. Aparentment, com Demèter, Ḫannaḫanna desapareix durant una estona en un atac de ràbia i mentre no hi és el bestiar i les ovelles són ofegades i les mares, tant humanes com animals deixen de tenir en compte els seus nens.
Quan la seva ràbia s'esfuma a la Terra Fosca, retorna contenta i les mares es tornen a preocupar del seus fills..